# Sueños rotos
«Sueños rotos» fue el título del tercer sencillo lanzado por el grupo español La 5°. Estación, incluida en su tercer álbum de estudio El mundo se equivoca (2006). En 2007 se lanzó el sencillo en México, España, Estados Unidos y Latinoamérica.

## Información
"Sueños Rotos" fue lanzado en abril de 2007 y fue publicado en México y España solo, por su parte "Ahora que te vas"  fue el único de América terceros. En España, la canción fue lanzada en las radio a mediados de abril. Debutó en la tabla Airplay español en el número nueve el 2 de septiembre de 2007. La canción ha debutado en la lista española de sencillos y hasta ahora alcanzó su punto máximo en una posición de quince años. También ha sido certificado Oro por ventas de más de 10 000 unidades.

## Videoclip
El video musical de Sueños Rotos fue dirigido por Ricardo Calderón en mayo de 2007. El vídeo se caracteriza por no incluir un tipo de historia en ella. Muchos notaron esta extraña excepción, ya que todos los videoclips lanzados por el grupo tiene un significado y una historia. Un artículo publicado por LasNoticiasMexico.com informó de que la banda no se arrepienten de haber hecho otro tipo de video de la canción ya que este video se muestran las diferentes características de cada uno de los compañeros de banda. En este video se observa también que ninguno de los miembros del grupo están sosteniendo los instrumentos, una característica ya usada en sus últimos dos videos musicales.

## Trayectoria en listas
| Listas (2007)         | Posición |
| --------------------- | -------- |
| Spanish Singles Chart | 15       |
| Spanish Airplay Chart | 3        |

| Posición | 31 | 27 | 20 | 17 | 12 | 9 | 6 | 5 | 6 | 7 | 8 | 7 | 7 | 6 | 4 | 3 | 3 | 2 | 1 | 1 | 7 | 12 | 14 | 16 | 18 | 23 | 26 | 33 | 34 | 35 | 38 |

| Predecesor: "No one" de Alicia Keys              | Los 40 Principales — Sencillo N° 1 19 de enero de 2008 — 26 de enero de 2008  | Sucesor: "Sueños rotos" de La Quinta Estación |
| Predecesor: "Sueños rotos" de La Quinta Estación | Los 40 Principales — Sencillo N° 1 26 de enero de 2008 — 2 de febrero de 2008 | Sucesor: "Papeles mojados" de Chambao         |